# Telipogon diabolicus
Telipogon diabolicus – gatunek storczyka z rodzaju Telipogon opisany w 2016 roku. Nazwa gatunku pochodzi od budowy prętosłupa, który przypomina głowę diabła. Znany z jednej populacji występującej w południowej Kolumbii. Prawdopodobnie pyłkowiny storczyków z rodzaju Telipogon przenoszone są przez owady podczas pseudokopulacji. Jest to jeden z ponad 50 gatunków storczyków, które odkryli i opisali pracownicy i doktoranci Katedry Taksonomii i Ochrony Przyrody Wydziału Biologii Uniwersytetu Gdańskiego w latach 2012–2017.